# Ikebana
L’ikebana (生け花), également connu sous le nom de kadō (華道/花道), « la voie des fleurs » ou « l'art de faire vivre les fleurs », est un art traditionnel japonais fondé sur la composition florale.

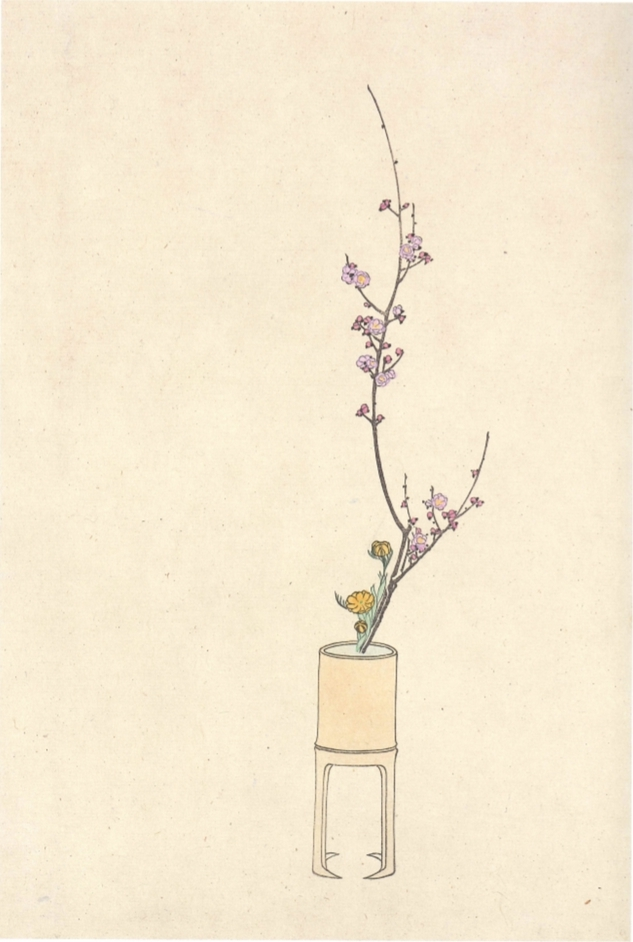
Arrangement Shōka composé par le 40^{e} directeur de l'école Ikenobō Senjō, dessiné par Sōka Hyakki de l'école de peinture Shijō, 1820.

## Ikebana et représentation

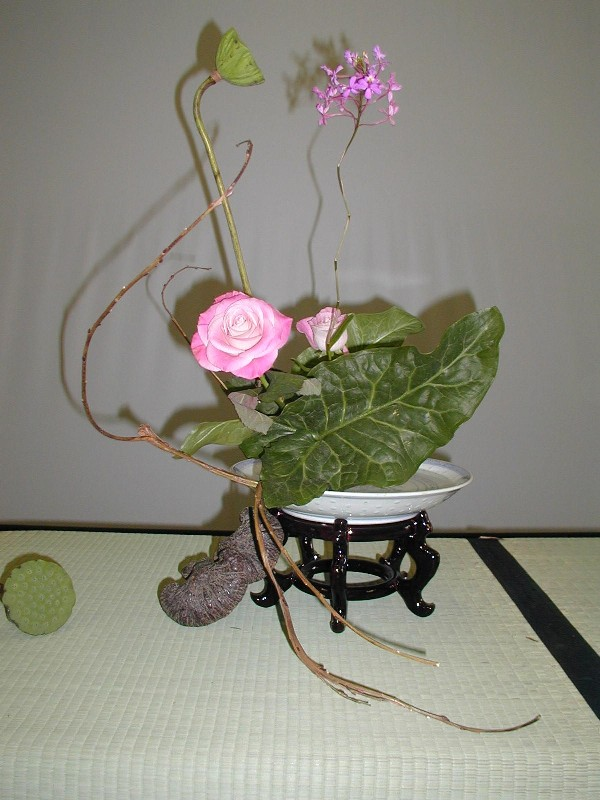
Ikebana.

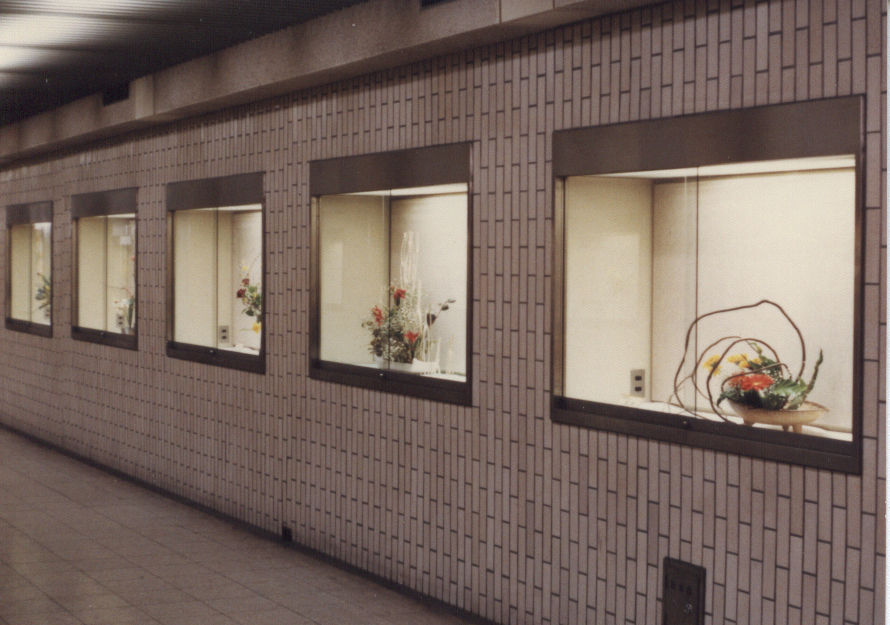
Exposition d'ikebanas dans le métro de Kyoto.

Au contraire de la forme décorative des arrangements floraux dans les pays occidentaux, l’arrangement floral japonais crée une harmonie de construction linéaire, de rythme et de couleurs. Alors que les Occidentaux tentent d'accentuer la quantité et les couleurs des fleurs, portant leur attention essentiellement sur la beauté de la fleur, les Japonais accentuent l'aspect linéaire de l’arrangement. Ils ont développé un art qui valorise aussi bien le vase, les tiges, les feuilles et les branches que la fleur elle-même. La structure complète de l'arrangement floral japonais est axée sur trois points principaux symbolisant le ciel, la terre et l’humanité à travers les trois piliers, asymétrie, espace et profondeur.

## Histoire et origines
L'origine de l'ikebana remonte à l'ancienne coutume japonaise qui consistait à ériger des arbres à feuilles persistantes et à les décorer de fleurs sous le nom de yorishiro (依代) pour inviter les dieux. Dans les temples bouddhiques, les bonzes élaboraient de « vastes agencements de branches et de fleurs figurant certains paysages », suivant les règles d'un art religieux appelé rikka ou tatebana,,.
Le rikka reflète la splendeur de la nature et l’expose. Les branches de pin, par exemple, symbolisent les pierres et les rochers, et le chrysanthème blanc symbolise une rivière ou un petit ruisseau. De nos jours, il est perçu comme une forme antique d’arrangement floral, et est rarement pratiqué.
Le terme « ikebana » est forgé au début du XVIe siècle, lorsqu'il est devenu une pratique artistique codifiée et répandue parmi la noblesse, avec ses spécialistes et ses diverses écoles,.
Le changement le plus significatif dans l'histoire de l’ikebana advient au XVe siècle, lorsque le shōgun Ashikaga Yoshimasa (1436-1490) dirigeait le Japon. Yoshimasa fit bâtir de larges constructions et de petites maisons pour exprimer son amour de la simplicité. Celles-ci contenaient un tokonoma (alcôve), où les gens pouvaient placer des objets d’art ou des arrangements floraux. Ce fut à cette période que les règles de l’ikebana furent simplifiées afin que toutes les classes sociales puissent jouir de cet art.
D’autres développements majeurs eurent lieu à la fin du XVIe siècle. Un style plus simple d'arrangement floral appelé nageire vit le jour et fut intégré dans la cérémonie du thé. Dans ce style, les fleurs sont arrangées dans un vase aussi naturellement que possible et quels que soient les matériaux utilisés. Du fait de cette association avec la cérémonie du thé, ce style est aussi appelé chabana.
Dans les années 1890, peu après la constitution Meiji, qui conduisit à la modernisation et à l’occidentalisation du Japon, fut développé un nouveau style d’ikebana appelé moribana. Ce style apparaît, d'une part, du fait de l’introduction de fleurs occidentales et, d’autre part, du fait de l'occidentalisation du mode de vie japonais.
Le style moribana, qui crée une nouvelle forme de liberté dans l'arrangement floral, est utilisé pour les jardins. C'est un style que l'on peut apprécier quel que soit son emplacement et qui peut être adapté à la fois aux situations officielles (cérémonies) qu’aux situations non formelles.
En France, la pratique et l'enseignement de l'ikebana furent introduits par Kikou Yamata, écrivaine franco-japonaise qui en fit les premières démonstrations à Paris en 1930, au Salon d'automne.
Au même titre que la cérémonie du thé et la calligraphie, l’ikebana était un des arts que les femmes étudiaient traditionnellement à l’école en vue de se marier. Aujourd'hui, les arrangements floraux sont considérés comme l'un des trois arts traditionnels japonais (avec le kōdō et la cérémonie du thé). L'ikebana est pratiqué en de nombreuses occasions, comme les fêtes et les cérémonies, et son enseignement n'a cessé de se répandre chez nombre de nos contemporains, intéressés par la tradition, l'art et la culture du Japon.

## Écoles d'ikebana
Il existe de très nombreuses écoles d'ikebana au Japon qui représentent autant de courants et de styles différents. Mary Averill, dans un livre intitulé Japanese flower arrangement, Ikebana applied to western needs, (1913) donne un aperçu des nombreuses écoles d'ikebana. Une école est normalement dirigée par un iemoto(家元), souvent transmis au sein d'une famille d'une génération à l'autre.
En France, les écoles les plus répandues sont :
- L'école Ikenobō remonte au 8e siècle (période Heian) et est considérée comme la plus ancienne école. Cette école marque ses débuts à partir de la construction du Rokkaku-dō à Kyoto, le deuxième plus ancien temple bouddhiste du Japon, construit en 587 par le prince Shōtoku, qui avait campé près d'un étang dans l'actuel centre de Kyoto, et l'avait fait bâtir pour enchâsser une statue de la déesse Kannon. Au cours du XIIIe siècle, Ono-no-Imoko, un émissaire officiel de l'État, rapporta de Chine la pratique consistant à placer des fleurs bouddhiques sur un autel. Il est devenu prêtre du temple et a passé le reste de ses jours à s'exercer à la décoration florale. Les prêtres originels du temple vivaient au bord de l'étang, dont le mot japonais est « Ike (池) » , et le mot « Bō (坊) » , signifiant prêtre, relié par la particule possessive « no (の) », donne le mot « Ikenobō (池坊, prêtre du lac) ». Le nom « Ikenobō », accordé par l'empereur, s'est attaché aux prêtres qui y étaient spécialisés dans l'aménagement des autels. L'école Ikenobō est la seule école qui n'a pas la terminaison -ryū dans son nom, car elle est considérée comme l'école originelle. Les premiers styles classiques systématisés, dont le rikka, ont commencé au milieu du XVe siècle. Les premiers étudiants et enseignants étaient des prêtres bouddhistes Ikenobō et des membres de la communauté bouddhiste. Au fil du temps, d'autres écoles sont apparues, les styles ont changé, et l'ikebana est devenu une coutume dans l'ensemble de la société japonaise[6].

- L'école Sōgetsu-ryū (草月流), fondée en 1927 par Teshigahara Sofu, qui repose sur l'idée qu'il peut être créé n'importe quand, n'importe où, par n'importe qui dans n'importe quelle partie du monde et avec n'importe quel matériau. Le principe de base Sogetsu est : « l'Ikebana reflète la personne qui l'a composé »[7].
- Ohara-ryū (小原流), fondée en 1912[8] par Ohara Unshin, qui a joué un grand rôle dans le développement du style moribana et cherche à intégrer dans les compositions les fleurs éclatantes qui commencent alors à être introduites d'Occident au Japon.

## Styles d'ikebana
À l'origine, l'arrangement floral de l'ikebana était très simple, composé à partir de quelques tiges de fleurs et de branches au feuillage persistante. Cette première forme d'ikebana était appelée kuge (供華). Les motifs et les styles ont évolué et, à la fin du XVe siècle, les arrangements étaient suffisamment courants pour être appréciés par les gens ordinaires et plus seulement par la famille impériale et ses serviteurs : en effet, les styles d'ikebana ont changé durant cette période, transformant la pratique en une forme d'art avec des instructions établies. Des livres ont été écrits sur cet art, notamment le « Sedensho », le plus ancien d'entre eux, couvrant les années 1443 à 1536. L'Ikebana devint une partie importante des festivals traditionnels et des expositions étaient organisées ponctuellement.
Les premiers styles se caractérisaient par une tige centrale haute et droite accompagnée de deux tiges plus courtes. Pendant la période Momoyama (1573-1603), un certain nombre de châteaux fastueux ont été construits et les nobles et les serviteurs royaux ont réalisé de grandes compositions florales de style rikka, considérées comme une décoration appropriée pour les châteaux.
De nos jours, chaque école (Sogetsu, Ohara, Senshin Ikenobo sont les principales en France) a ses styles propres et certains styles classiques se retrouvent dans plusieurs écoles, mais avec des noms différents.

### Styles traditionnels
- Le Rikka (立花?) [9] s'est développé en tant qu'expression bouddhiste de la beauté des paysages naturels. L'essence de ce style réside dans les neuf tiges qui représentent les éléments de la nature[10]. Une variante de ce style est appelée suna-no-mono suna-no-mono (砂の物?), « arrangement avec du sable »[11].
- Lorsque la cérémonie du thé est apparue, un autre style a été développé pour les pièces à thé, appelé Chabana. Ce style est à l'opposé du style issu de la période Momoyama et met l'accent sur la simplicité rustique. Le chabana n'est pas considéré comme un style de l'ikebana mais est distinct et relève de la cérémonie du thé. La simplicité du chabana a contribué à son tour à la création du nageirebana ou style « jeté ».
- Le Nageire (投げ入れ?), est un arrangement non structuré qui a conduit au développement du style seika ou shōka. Il est caractérisé par un faisceau serré de tiges qui forment un arrangement asymétrique triangulaire, à trois branches, qui était considéré comme classique.
- Le Seika ou shōka (活花 / 生花?), « fleur pures »[12], est un arrangement qui consiste en seulement trois parties principales, représentant l'humain, le ciel et la terre. Il s'agit d'une composition simple conçue pour révéler la beauté unique de la plante elle-même. C'est la formalisation du style nageire qui a abouti au style shōka, plus formel.

### Styles «récents»

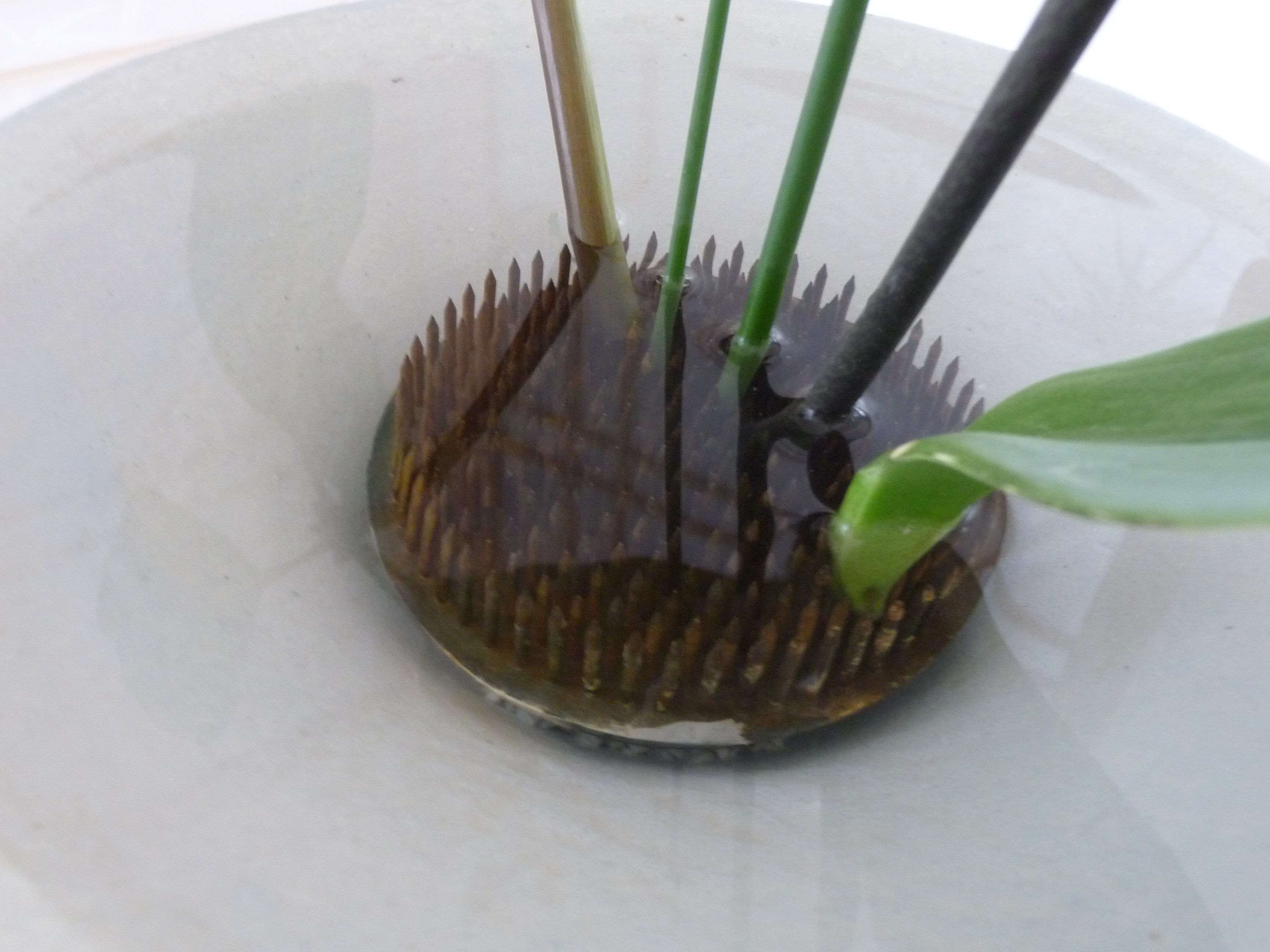
Un kenzan immergé dans de l'eau et planté de tiges.

- Le Moribana (盛り花?) , « fleurs empilées », les fleurs sont disposées dans un vase peu profond appelé suiban (水盤?), un petit pot ou un panier, et fixées sur un kenzan, support métallique hérissé d'aiguilles sur lesquelles on plante les fleurs.
- Shizenka (自然花?, parfois orthographié chizenka), « style naturel »[13], consistant en un arrangement de végétaux sous leur forme « naturelle », en assemblant des plantes qui proviennent d’un même type de végétation et de même saison ;
- Le Jiyūka (自由花?, parfois orthographié djyuka) , « style libre »[14], où l'accent est mis sur la conception créative des arrangements floraux, tous les matériaux étant autorisés, y compris les matériaux non floraux. Au XXe siècle, avec l'avènement du modernisme, les trois écoles principales d'ikebana ont partiellement cédé la place à ce qui est communément appelé au Japon le « style libre »
- Shinseika (新生花?), est une composition comportant 3 végétaux et devant indiquer 3 directions différentes (le « shin » [le ciel], le « taé » [la terre] et le « soé » [l'homme]). Le shin est central à la composition, se plaçant au centre du vase. Le taé se place derrière le shin et, finalement, le soé se place devant le shin. L'énergie du bouquet se ressent essentiellement dans la composition qui ne doit pas croiser ses végétaux[15].

## Dans les autres arts
L'ikebana est présent dans l'iconographie (estampes traditionnelles, photographie) et dans la littérature.
Kazuo Kamimura en fait un des éléments de son oeuvre « maria » (Soseï Ryu) où la mère de Kirito, aveugle disant se contenter des katas, est montrée dans son art (pp. 123 à 127). La soumission aux codes, de la société, de l'ikebana, en est un ressort principaux. De nombreuses compositions sont ainsi présentées, alternant avec de simples fleurs et feuilles naturelles.